# Geodiscelis longiceps
Geodiscelis longiceps is een vliesvleugelig insect uit de familie Colletidae. De wetenschappelijke naam van de soort is voor het eerst geldig gepubliceerd in 2005 door Packer.